# Tršić
Tršić (em cirílico: Тршић) é uma vila da Sérvia localizada no município de Loznica, pertencente ao distrito de Mačva, na região de Podrinje Jadar. A sua população era de 1135 habitantes segundo o censo de 2011.

## Demografia
| 1948 | 1953  | 1961  | 1971  | 1981  | 1991  | 2002  | 2011  |
| ---- | ----- | ----- | ----- | ----- | ----- | ----- | ----- |
| 986  | 1 098 | 1 149 | 1 156 | 1 214 | 1 210 | 1 263 | 1 135 |